# Paso San Ignacio
Paso San Ignacio es una película de Argentina filmada en colores dirigida por Pablo Reyero sobre su propio guion basado en su investigación que se estrenó el 29 de agosto de 2019 y está referida a los descendientes de Ceferino Namuncurá.

## Sinopsis
Documental sobre la vida cotidiana, actividades laborales, cultura y creencias de quienes son descendientes directos del cacique mapuche Juan Calfucurá.

## Críticas
Horacio Bernades en Página 12 opinó:

”Reyero… Elige a un número limitado de pobladores del territorio relevado (…el reducto mapuche de Paso San Ignacio…) y les da voz en forma de monólogos….Si algo se reitera...es la fe de estos pobladores en la magia. Por tres vías: el newen, las rogativas y los sueños. El newen es una pequeña piedra azulada a la que se le atribuyen poderes enormes, como el de volar y desplazarse. …Es lo más parecido a un dios que parecería tener esta comunidad, y es a él a quien se le hacen las rogativas….En cuanto a los sueños, andan por todas partes. Una mujer cuenta el sueño en el que vio a su madre en el paraíso...un hombre describe sueños proféticos, otro se refiere a las curas por sueños por parte de los chamanes ¿Y Ceferino? “Ceferino es casi más de los huincas”, dispara uno….“Uno le pide cosas y parece que no te escuchara”, dice alguien... en referencia al newen, que parece haber perdido sus poderes.”

Pablo Arahuete en el sitio web cinefreaks.net escribió:

”… la historia de los mapuches y también el nombre de Ceferino Namuncurá ocupan el centro del documental de Reyero, siempre con la cámara atenta a los primeros planos para que en esos rostros se pueda leer entre líneas. La supremacía blanca -o mejor dicho del hombre blanco- a lo largo de la historia conecta directamente con ancestros y una silenciosa lucha contra el exterminio de los mapuches...Por momentos, los testimonios se vuelven anecdóticos pero por otros sumamente reveladores. Pablo Reyero de esa manera consigue un plus ante la propuesta, que desde lo formal busca intervenir lo menos posible en la puesta en escena y además con una cámara que registra lo cotidiano desde el ojo y no con la cabeza al servicio de la estética.”